# راینهولد زاگورنی
راینهولد زاگورنی (انگلیسی: Reinhold Zagorny؛ زادهٔ ۳۰ سپتامبر ۱۹۵۶) بازیکن فوتبال است.
از باشگاه‌هایی که در آن بازی کرده‌است می‌توان به باشگاه فوتبال بوخوم اشاره کرد.